# Monety Władysława IV Wazy
Monety Władysława IV Wazy (1632–1648) – monety bite za panowania Władysława IV Wazy:
- na tronie moskiewskim jako cara (1610–1613),
- na tronie polskim i wielkoksiążęcym litewskim (1632–1648),
- w księstwie opolsko-raciborskim, w czasie obowiązywania układu ustanawiającego tzw. zastaw Wazów (1645–1648).

W Rzeczypospolitej Obojga Narodów panowanie Władysława IV to okres kontynuacji polityki monetarnej prowadzonej przez Zygmunta III w ostatnich pięciu latach (1627–1632). Wprowadzona w 1627 r. ordynacja mennicza zakazywała bicia drobnych monet, poniżej półtalara, w związku z tym produkcję menniczą ograniczono jedynie do gatunków najgrubszych.
Projekt reformy monetarnej przedstawiony na sejmie koronacyjnym nie został przyjęty, a jedynie uchwalono:
- usunięcie z obiegu monety obcej i
- zakaz wywozu z kraju złota i srebra.

Pomimo niewielkiej skali działalności menniczej w okresie rządów Władysława IV, w porównaniu do czasów Zygmunta III, dostępne w XXI w. źródła pisane dotyczące tej aktywności są bardzo skąpe. Mimo że zarządcy mennic zmieniali się kilkakrotnie, nieznane są jakiekolwiek kontrakty na dzierżawę mennic z lat 1640–1647, co w konsekwencji uniemożliwia jednoznaczne określenie kto i kiedy bił monety koronne.

## Monety

### Koronne
W Koronie za Władysława IV pracowała głównie mennica bydgoska (do 1644 r.), bijąc:
- półtalary,
- talary i
- dukaty oraz
- znakomicie wykonane „medalowe” wielokrotności dukatów do celów ceremonialnych, w tym po raz pierwszy serię monet koronacyjnych.

Zachowała się też – co wyjątkowe – seria monet próbnych, wykonana w 1635 r., gdy bezskutecznie starano się na sejmie o wznowienie emisji:
- trojaków,
- szóstaków i
- ortów.

W XXI w. próbne bicia tych monet, jako unikaty, znajdują się w Ermitażu.
Pod względem ikonografii monety czasów Władysława IV były dość monotonne,
- z popiersiem lub półpostacią władcy i
- herbem polsko-szwedzkim.

Układ tarcz herbowych, podobnie jak tytulatura, kontynuowały zwyczaje z czasów Zygmunta III, jedynie na największym okazie „medalowym”, talarze-dziesięciodukatówce, tarcza herbowa otrzymała heraldyczne trzymacze w postaci pary aniołów.
W 1644 r. mennictwo przeniesiono do Krakowa, gdzie pojawiły się interesujące próby przedstawienia półpostaci królewskiej ¾ w prawo.

### Litewskie
Mennica litewska była nieczynna przez cały okres panowania Władysława IV, choć w 1640 r. wileński. wardajn Johann Trilner przywiózł do okazania na sejmie próbny portugał medalowy (1639). Ze względu na litewskie pochodzenie i świeże  przewagi na wschodzie zaopatrzono go w niezwykle rozbudowaną tytulaturę:

VLADIS[Iaus] IlII D[ei] G[ratia] REX POL[oniae] ET SVE[ciae] MAG[nus] DVX LIT[uaniae] RVSS[iae] PRVSS[iae] – MASO[viae] SAMOGI[tiae] LIVONIEQ3[ue] SMOLENS[ciae] SEVERI[ae] CZARNE[hoviae] ETC

### Miejskie

#### Gdańska
Głównym wyrobem mennicy gdańskiej były
- dukaty[6],

konsekwentnie bite w ostatnich latach Zygmunta III i przez całe panowanie Władysława IV. Wraz z nimi wybijano również:
- talary, przez kilka lat z niezwykłym popiersiem króla bez korony, ¾ w prawo, i
- półtalary oraz
- donatywy z widokiem miasta zdjętym ze wzgórz na zachodzie.

W 1642 r. pojawiły się
- dwudukaty z widokiem miasta, jednak z charakterystycznym dla monet obiegowych napisem[6]

MON AVREA CIVITATIS GEDANEN

W 1643 r. panoramę wprowadzono również na talary. Te monety, choć obiegowe, nie różniły się od donatyw jakością wykonania.
Wszystkie monety gdańskie Władysława IV są perfekcyjne projektem i techniką – mennica zatrudniała zdolnych medalierów, jak np. Jan Höhn.

#### Torunia
Mennica toruńska, czynna przez cały czas, wybijała:
- dukaty,
- talary i
- półtalary (bardzo rzadkie),
- donatywy z efektownym widokiem miasta zza Wisły.

Poziom wykonania monet toruńskich był jednak niższy niż mennicy gdańskiej.

#### Elbląga
Mennica Elbląga, który Rzeczpospolita odzyskała dopiero w 1635 r., wybiła jedynie talar pamiątkowy z napisem:

Elbinga inter arma servata

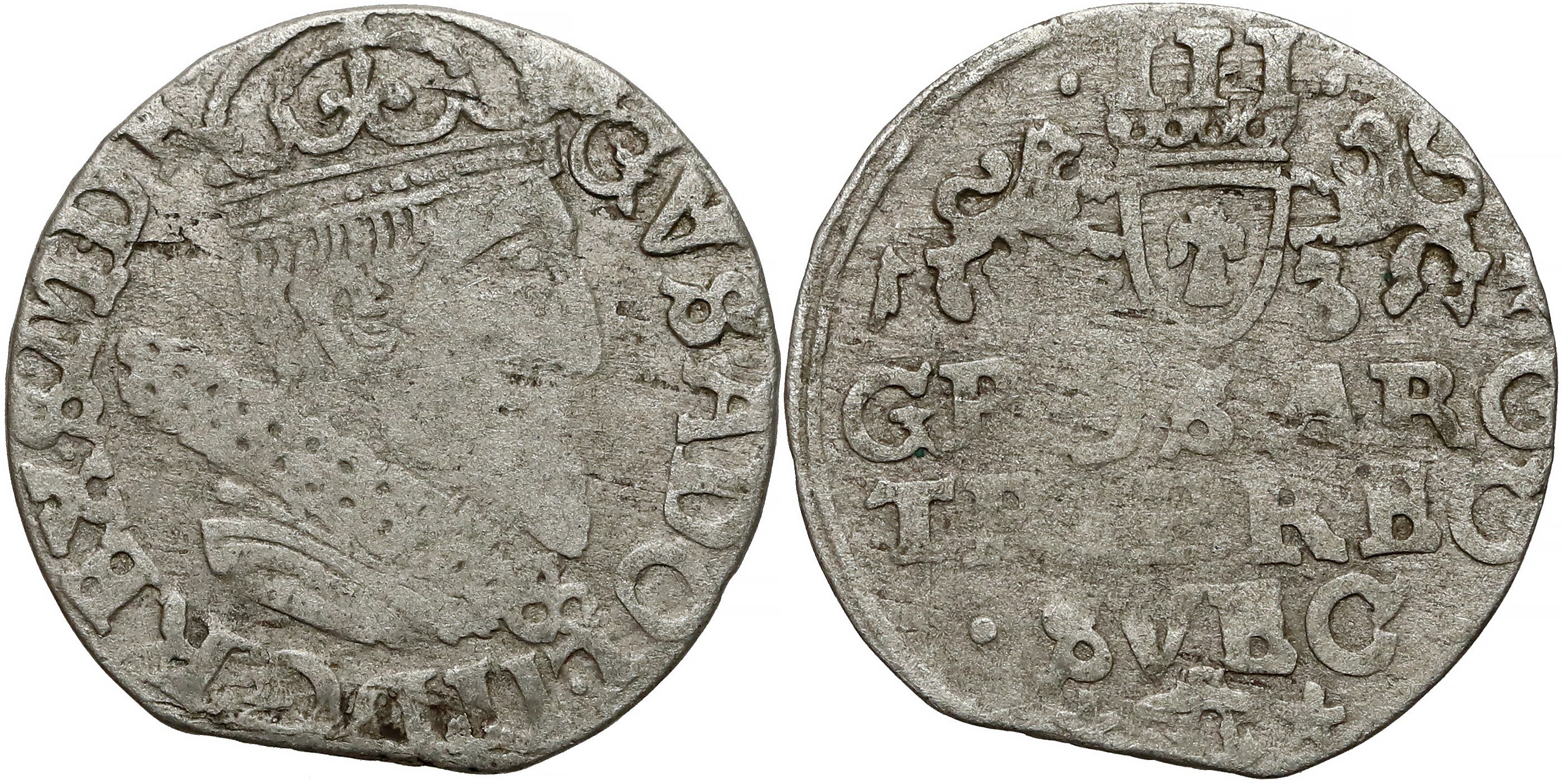
Okupacyjny elbląski trojak Gustawa II Adolfa (1633)

Przed 1635 r. były kontynuowane w Elblągu emisje okupacyjne Gustawa II Adolfa, rozpoczęte za panowania Zygmunta III Wazy.

### Lenne

#### Pruskie
Lennik pruski, elektor Jerzy Wilhelm, przedłużył emisję monety drobnej i średniej, ale ostatecznie  podporządkował się zakazowi sejmowemu w 1633 r. Być może, jego propozycją wyjścia z menniczego pata była wybita w następnym roku w czystym srebrze próba monety o nominale 1/12 talara.
Jerzy Wilhelm wciąż wybijał talary i półtalary na polską, czyli cesarską stopę, o cechach zewnętrznych raczej odpowiadających mennictwu brandenburskiemu – z półpostacią w zbroi lub w ceremonialnym stroju elektorskim i z dwudziestoczteropoową tarczą herbową, otoczoną dewizą:

ANFANCK BEDENCK DAS ENDE

Tytulatura władcy była wciąż łacińska i w różnych, czasem radykalnych skrótach brzmiała:

Georgius Wilhelmus Dei Gratia Marchio Brandenburgicus Sacri Romani Imperii Archicamerarius et Elector Dux Prussiae

Na sporadycznie wybijanych dwutalarach, nieznanych jeszcze mennictwu Rzeczypospolitej w tej postaci, na końcu tytułów książęcych dodawano:

Iuliacii Cliviae & Montium

Od 1635 r. pojawiało się coraz więcej wpływów polskich:
- dukaty z popiersiem władcy wymodelowanym podobnie do Władysława IV, przy czym z latami podobieństwo rosło,
- talary z półpostacią ¾ w prawo,
- monstrualne tarcze herbowe uległy redukcji do dziewięciu pól.

Następny władca, Fryderyk Wilhelm Wielki Elektor wprowadził początkowo niewiele zmian poza ponownym rozrostem herbu na talarach i ogólnym obniżeniem poziomu artystycznego.
Po 1643 r. mennica w Królewcu była w zasadzie nieczynna, poza emisją dukatów z 1646 r.

#### Kurlandzkie
Po długiej przerwie wznowił działalność menniczą Jakub Kettler, najwybitniejszy z Kettlerów, twórca ekspansji kolonialnej księstwa. Oprócz talarów i dukatów – w stylu wciąż późnorenesansowym, służących do reprezentacji – wybił w 1646 r. bardzo rzadkie szelągi z niezbyt gramatyczną legendą:

SOLIDVS D G IACOBI – CVRL ET SEMG DVX

Awers wypełniono godłami (bez tarcz) Polski i Litwy, a na rewersie, podzielonym na cztery części, skwadrowano godła Kurlandii i Semigalii. Bicie szelągów było jednak sprzeczne z sejmowym zakazem z 1627 r. Najprawdopodobniej z tej małej emisji, ginącej w powodzi szelągów ryskich i świeżo zainaugurowanych inflanckich, książę chciał czerpać dochód.

### Opolsko-raciborskie
Ze schyłkiem panowania Władysława IV wiąże się epizod mennictwa królewskiego dla głównych księstw górnośląskich – opolskiego i raciborskiego. Przypadły one polskim Wazom w 1645 r. wskutek zawarcia w Warszawie układu pomiędzy królem Polski, a mającym pustki w skarbcu cesarskim Ferdynandem III, jako zastaw za niewypłacone posagi królowych z domu austriackiego:
- Anny Zygmuntowej (zaślubionej w 1592 r.),
- Konstancji Zygmuntowej (zaślubionej w 1605 r.) i
- Cecylii Renaty Władysławowej (zaślubionej w 1637 r.)

na łączną sumę 500 tys. talarów oraz za pożyczkę w wysokości 200 tys. dukatów udzieloną Wiedniowi przez Władysława IV.
Objąwszy zastaw, Władysław IV wykorzystując prawa mennicze obu księstw uruchomił mennicę książęcą istniejącą na zamku opolskim. Wyszła z niej w 1647 r. trzykrucierzówka na stopę śląską, odpowiadająca wartością koronnym półtorakom, z popiersiem Władysława IV i z tytułem polskim i szwedzkim króla. Orzeł w koronie na tarczy ze Snopkiem na tarczy sercowej, mógłby być zarówno polski, jak opolski, ale korona nad tarczą sugerowała tego pierwszego. Produkcja monet trwała do śmierci króla, po czym zastaw śląski przejął Jan II Kazimierz.

### Moskiewskie
Jednym z najbardziej spektakularnych dokonań Wazów było zdobycie Moskwy i próba osadzenia na tronie moskiewskim 14-letniego królewicza Władysława jako cara Władysława Zygmuntowicza.
W sierpniu 1610 r. po zawarciu z dumą porozumienia umożliwiającego uzyskanie godności carskiej, niektóre mennice państwa moskiewskiego przystąpiły do produkcji monet nowego władcy. Zachowano jednak miejscowe standardy, łącznie z ruską techniką produkcji monet, wzorowaną na tatarskiej, różniącą się od europejskiej wykorzystaniem drutu, z którego odcinano kawałki i rozklepywano na coś zbliżonego go krążków. Produkowane w ten sposób monety miały inny kształt niż te z krajów europejskich – wyglądały często jak nieforemne blaszki.
Produkcją monet cara Władysława Zygmuntowicza zajęła się przede wszystkim mennica w Moskwie, gdzie do maja 1612 r. powstały trzy różne typy srebrnych kopiejek, o wartości półtoraka koronnego oraz pewna liczba bitych tymi samymi stemplami kopiejek złotych, stanowiących z kolei równowartość 10 srebrnych.
Na początku bicie monet nowego cara odbywało się na polecenie dumy, potem jednak zmieniająca się sytuacja doprowadziła do przejęcia produkcji przez polską załogę, która obrabowawszy skarbiec zamknęła się na Kremlu osaczona przez wojska ruskie. W okresie „polskiej produkcji” popsuto jednak zarówno próbę, jak i masę kopiejek, niezmienianych od 100 lat.
Na przełomie 1610 i 1611 monety Władysława Zygmuntowicza bito także w Nowogrodzie, przy wykorzystaniu starej matrycy awersu – z czasów poprzedniego cara Szujskiego, w połączeniu z nowym rewersem z tytulaturą polskiego cara.
W Pskowie trzecia mennica państwa moskiewskiego biła konsekwentnie kopiejki Dymitra Iwanowicza – samozwańczego cara Dymitra III.
Pod koniec 1611 r. w Jarosławiu zaczęło się zbierać pospolite ruszenie wymierzone w polskie rządy. Wtedy wypuszczono kopiejki opatrzone imieniem ostatniego, zdaniem opozycji, prawowitego cara Fiodora Iwanowicza. Mimo to pojawiła się bardzo interesująca emisja jarosławska z tytulaturą Władysława Zygmuntowicza, najprawdopodobniej obliczona na wprowadzenie do obiegu w okolicach Moskwy.
Monety moskiewskie Władysława IV były bite z napisem w cyrylicy:

Car i Wielikij Kniaź Władysław Żigimontowicz Wsieja Rusi

Kopiejek z pełnym napisem praktycznie się nie spotyka. Kształty kopiejek są nieregularne a napisy fragmentaryczne i aby złożyć pełną legendę, potrzebnych jest kilka monet.

## Mennice
Okresy działalności mennic i produkowane gatunki pieniądza zebrano w tabeli:
| Lp. | Lokalizacja | Status    | Lata działalności | Gatunki pieniądza                                                                                           |
| --- | ----------- | --------- | ----------------- | --- |
| 1   | Bydgoszcz   | państwowa | 1632–1644         | półtalary, talary, dwutalary, dukaty, 4 dukaty, półportugały (5 dukatów), 6 dukatów, portugały (10 dukatów) |
| 2   | Kraków      | państwowa | 1644–1648         | półtalary, talary, dwutalary, dukaty, półportugały                                                          |
| 3   | Wilno       | państwowa | 1639              | portugały (próba)                                                                                           |
| 4   | Elbląg      | miejska   | 1635–1636         | talary |
| 5   | Gdańsk      | miejska   | 1633–1648         | półtalary, talary, 2 talary, dukaty, 2 dukaty, donatywy                                                     |
| 6   | Toruń       | miejska   | 1633–1648         | półtalary, talary, 2 talary, dukaty                                                                         |
| 7   | Królewiec   | lenna     | 1641–1648         | półtalary, talary, dukaty                                                                                   |
| 8   | Mitawa      | lenna     | 1643–1645         | talary |
| 9   | Opole       | zastawna  | od 1646?          | trzykrucierzówki                                                                                            |